# 木内信夫
木内 信夫（きうち のぶお、1923年11月3日 - 2021年4月24日）は、東京都出身の柏市在住の川柳家、水彩画家、イラストレーター。
日本で初めて存命中に「世界の記憶」（ユネスコ世界記憶遺産）の登録を受けたシベリア抑留画家で知られる。

## 人物
1923年（大正12年）、東京府赤坂区（現・東京都港区赤坂）に生まれ育つ。航空技能養成校卒業後、1944年（昭和19年）7月に関東軍に入隊。満州で陸軍飛行戦隊を経て、終戦後に旧ソビエト連邦（ウクライナ・ドネツク州）に抑留（厚生労働省社会・援護局 援護・業務課調査資料室のロシア連邦政府等から提供された抑留者に関する資料によると、スラビャンスクとクラマトルスクの収容所）。1948年（昭和23年）7月に引揚船恵山丸にて舞鶴港に帰還を果たす。復員後、小糸製作所（沼津市）勤務の傍ら絵を描き始める。小糸製作所が解体した後退社。東京に移り住み、絵を描き続けながらパン屋、菓子屋、小物屋、ろうけつ染め職人、焼絵職人、クラフト職人、簪絵職人などの職を経た。
暗い軍国主義の日本にあって時代に翻弄されながらも、優しさや人間としての尊厳を失わず、「明日への希望」と支えあう心を大切にしながら日々の生活をまっとうする人々の姿を、我流の水彩イラストで描く。温かく、そしてどことなくユーモラスなイラストは、画風、メッセージ性、並びに「昭和初期」という時代の記録としても国内外から高い評価を得、郷土史関係の記録本『赤坂青山町会連合会・創立50周年記念冊子』（2005年出版）、『語り継ぐ赤坂・青山「あの日あの頃」』（2012年出版）、『語り継ぐ赤坂・青山「あの日あの頃」2』（2015年出版）、『（ロシア連邦）沿海地方制定70周年祝賀記念本』（2008年出版／ロシア語）、『川柳マガジン』(2001年)他）等に掲載されている。また、季刊『道』（2017年出版）にロングインタビューが掲載された。さらに息子である木内正人が運営する、旧ソ連抑留体験を描いたイラストから成るホームページ『旧ソ連抑留画集』は、Yahoo! Japan等におすすめサイトとして紹介された他、国内外の新聞等各種メディアで取り上げられた。
2009年（平成21年）から、月刊『江戸楽』の連載コーナー『粋にいなせに みんなの江戸流川柳』の選者（柳号：木内紫幽）とイラストを担当していたが、本人の体調不良により2020年12月号で終了した。これをもって、イラストレーター業を実質的に引退した。2021年（令和3年）の年始に体調悪化で柏市内の病院に救急搬送されたが、同月に退院し自宅にて療養していた。
2021年4月24日、千葉県柏市の自宅で老衰のため死去。97歳没。

## 国内初の「世界の記憶」生存作家
1997年、2013年、京都府舞鶴引揚記念館に抑留イラストを100枚以上を寄贈。2014年に同館で企画展「抑留と交流と－木内信夫絵画に見るウクライナ抑留－」が開催され、同年3月22日に本人によるギャラリートークが行われた。そして2015年（平成27年）10月10日。寄贈した抑留イラストのうち40枚が、世界の記憶として登録された。世界の記憶としては日本初の生存作家となった。同年、11月3日に柏ユネスコ協会より感謝状が授与された。
登録された抑留イラストは、戦争の記憶を伝える資料として他の公共施設の企画展にて展示紹介されることがあるが、その場合は基本的にレプリカである。実物のイラストは長期保存処理が施され、2019年（平成31年）4月21日に舞鶴引揚記念館の新収蔵庫において自身のイラストが搬入されるのを見届けた。2019年（令和元年）8月6日から15日の間、「平和の尊さ」と題するイラスト展および講演会（8月10日）が柏市のkamonかしわインフォメーションセンターで開催された。戦後75年の2020年は世界の記憶登録5周年でもあることから、京都府舞鶴市では登録日となった10月10日に「平和未来フォーラム」が開催され、生存作家として出席した。また、2022年ロシアのウクライナ侵攻最中にあるキーウ（キエフ）の電子出版においても、イラストがウクライナの歴史を伝える資料として紹介されている。なお、木内信夫の死去後は、息子である木内正人が記憶の伝承と講演活動を行っている。

## アーチスト支援及び地域支援
作曲家神尾憲一より「旧ソ連抑留画集」イメージ曲として『遠く遠く遠い空の下で～旧ソ連抑留画集の兵士たち』（2001年）が進呈された。ライトリンクミュージック所属アーチストによるインターネットラジオ放送・源川瑠々子の『星空の歌』に、2012年（スタジオ収録）及び2020年（テレワーク収録）に出演。ピアニスト宮崎朋菜との『二十一世紀・新・平家物語』での舞台投影イラストを担当。2010年にサンフランシスコ。2013年に東京（北区北とぴあつつじホール）。2014年にモスクワと屋島（四国村農村歌舞伎舞台）にて公演が行われた。
また、劇団四季の歴史三部作『ミュージカル異国の丘』において舞台衣装の時代考証を担当する。さらに劇団四季の『異国の丘』公演では浅利慶太の希望により、東京、名古屋、京都のそれぞれの四季劇場内で展示会が開催されたほか、シベリア抑留と引き揚げをテーマにした音楽劇『君よ生きて』にも協力した。その他にも一葉記念館での展示会、千葉県柏市や大阪府藤井寺市「平和展」など、数多くの展覧会を開催。イラストを通して「平和への願い」を呼びかけるその姿勢には、国境を越えて数多くの賛同者、共感者がいる。
地域支援として、柏プラネタリウムのための投影イラストの制作、学校講演、各種講演会の開催などの活動を続けていた。2020年には、抑留以前の出来事を描き記した回想記録作品259点を千葉県柏市に寄贈した。「赤坂編」（少年～青年期）・「満州編」（軍隊期）が主であるが、柏プラネタリウムでの投影用に描かれた作品も130点も含まれている。柏市では寄贈された作品を今後様々な機会を通じて市民等へ広く発信していくという。2022年には国の重要文化財の旧吉田家住宅 (柏市)にて柏市寄贈作品からなる「木内信夫作品展」が開催された。